# 石上裕一
石上 裕一（いしがみ ゆういち、1977年7月29日 - ）は、日本の男性声優。マウスプロモーション所属。茨城県出身。

## 人物
日本ナレーション演技研究所、映像テクノアカデミアを経て、2005年からマウスプロモーションに所属。
声種は低め。方言は茨城弁。
多数のアニメ、外画、CDドラマ、ゲーム、ナレーションに出演しており、幅広い活躍を行っている。
真面目な青年役を演じる。
趣味・特技は柔道、剣道、空手、魚を三枚に下ろす。

## 出演

### テレビアニメ
2005年
- アイシールド21（浜口漣）
- 交響詩篇エウレカセブン（オペレーターB）
- 金色のガッシュベル!!（肉屋）
- タイドライン・ブルー（クラン大尉、副大統領、クルー、代表）
- ToHeart2（教師）
- プレイボール（小倉）

2006年
- おねがいマイメロディ 〜くるくるシャッフル!〜（江草洋介）
- 彩雲国物語（番兵）
- 涼宮ハルヒの憂鬱（部員A）
- 009-1（イワン、マイク）
- 太陽の黙示録（自衛隊員）
- NIGHT HEAD GENESIS（警備員）
- 護くんに女神の祝福を!（犯人）
- 無敵看板娘（客2）
- ワンワンセレプー それゆけ!徹之進（イワン）

2007年
- ウエルベールの物語 〜Sisters of Wellber〜 第二幕（野盗B、男A）
- CLANNAD -クラナド-（男性、男子生徒）
- 鋼鉄神ジーグ（壱鬼馬）
- ご愁傷さま二ノ宮くん（甲本陽一、隊員1、忍者1）
- こどものじかん（小矢島先生、駅アナウンス）
- 神曲奏界ポリフォニカ（犯人A、神父）
- スカルマン（悪役）
- バンブーブレード（岩佐勝、男子生徒A）
- もやしもん（審判）
- ロミオ×ジュリエット（憲兵）

2008年
- うちの3姉妹（サンタさん）
- 今日からマ王! 第3シリーズ（生徒、兵士）
- ゴルゴ13（青年、船員）
- シゴフミ（コメンテーター）
- 獣神演武 HERO TALES（高官）
- S・A〜スペシャル・エー〜（男子生徒）
- 絶対可憐チルドレン（2008年 - 2009年、パイロット、隊長、おじいさん）
- ドルアーガの塔 〜the Aegis of URUK〜（男）
- 隠の王（灰狼衆、下忍）
- ネオ アンジェリーク Abyss（財団員、衛兵）- 2シリーズ
- ぷるるんっ!しずくちゃん あはっ☆（カフェの客）
- まかでみ・WAっしょい!（霧島葉月）
- レンタルマギカ（従者）

2009年
- アラド戦記 〜スラップアップパーティー〜（剣士B）
- 鋼殻のレギオス（16小隊長）
- スレイヤーズEVOLUTION-R（レッサーデーモンA）
- 戦国BASARA（三好三人衆 弟2）
- ティアーズ・トゥ・ティアラ（セイシル、魔導師、部下、ルブルム兵、元老院議員、帝国兵）

2011年
- 伝説の勇者の伝説（タルロム）
- マケン姫っ!（立浪勝）

2012年
- エリアの騎士（ダボハゼ男）
- ジョジョの奇妙な冒険（怪人ドゥービー）

2013年
- 宇宙戦艦ヤマト2199（マルド・ヴォッテル）
- PSYCHO-PASS サイコパス（伊藤純銘）
- 空の境界（医師）※テレビ放送版

2014年
- シドニアの騎士（2014年 - 2015年、船員会、操縦士、デモ代表、職員）- 2シリーズ
- フューチャーカード バディファイト（2014年 - 2018年、デスルーラー ガロウズ / 獄門案内人 ガロウズ“ゲストゥス” / 操骨支配人 レブル・ガロウズ、悪魔ソムリエ ザガン、死ヶ峰骸 / 九角勇王 ムクロ、富士宮大地）- 4シリーズ

2017年
- アイドル事変（梶場煽）

2019年
- おしりたんてい（ブタ兄、さるおみ）
- ポチっと発明 ピカちんキット（2019年 - 2020年、バッジジィ）

### 劇場アニメ
- 劇場版 NARUTO -ナルト- 疾風伝（2007年）
- オシャレ魔女♥ラブandベリー しあわせのまほう（司会者A）
- 劇場版MAJOR メジャー 友情の一球（2008年、日南監督）
- 劇場版 シドニアの騎士（2015年、船員会）

### OVA
- こどものじかん 2学期（2009年、小矢島先生）
- 聖闘士星矢 THE LOST CANVAS 冥王神話（2009年、少年B）

### Webアニメ
- 亡念のザムド（2008年、パン屋の主人）
- マウスどうぶつえん（2018年、コモドドラゴンのゆういち）

### ゲーム
2006年
- いぬかみっ! feat.Animation（近所の人）
- 神曲奏界ポリフォニカ1&2話BOXエディション
- 戦国BASARA2
- NARUTO -ナルト- 木ノ葉スピリッツ!!
- 花帰葬
- planetarian 〜ちいさなほしのゆめ〜（館長）

2007年
- 偽りの輪舞曲
- 忌火起草
- ジェットインパルス（ルイス・ドミニオン）
- 涼宮ハルヒの約束（コンピュータ研究部員A）
- スペクトラルジーン（ジャンビヤ、マイレン）
- 戦国BASARA2 英雄外伝
- バルドバレット イクリブリアム
- ひぐらしのなく頃に祭
- Halo 3
- プリンセスメーカー5（桐生院成茂）

2008年
- スカイ・クロラ イノセン・テイセス（バン）
- 装星機ガジェットロボ（ブラスト、速水レツ、ジェノス）
- 乃木坂春香の秘密 こすぷれ、はじめました♥
- PRISM ARK -AWAKE-

2009年
- 罪と罰 宇宙の後継者（リッター）

2010年
- uni.（まりりん）

2011年
- アサシン クリード リベレーション
- 侍道4
- トレジャーリポート 機械じかけの遺産（アブドゥル）

2012年
- デビルサマナー ソウルハッカーズ（画廊ラダー店主、生体エナジー協会店主）
- 特殊報道部（木戸脇紫道）

2013年
- 真・女神転生IV

2014年
- 新・世界樹の迷宮2 ファフニールの騎士（ハイ・ラガードの衛士）

2016年
- 真・女神転生IV FINAL（ホープ）
- 逆転オセロニア（ダウスタラニス）

2017年
- ドラゴンズドグマオンライン（男性覚者ボイス4・展望城参謀官 ソネル）

### 吹き替え

#### 担当俳優
マイケル・ペーニャ
- オデッセイ（リック・マルティネス少佐）
- ナルコス:メキシコ編（エンリケ・“キキ”・カマレナ）
- 運び屋（トレビノ）※ソフト版
- ホース・ソルジャー（サム・ディラー）
- ミリオン・マイルズ・アウェイ 遠き宇宙への旅路（ホセ・ヘルナンデス）
- ムーンフォール（トム）

#### 映画
- アメイジング・スパイダーマン（フラッシュ・トンプソン〈クリス・ジルカ〉）
- アルティメット・フォース S.A.S 英国特殊部隊（セルゲイ 他）
- アルビン/歌うシマリス3兄弟
- イーオン・フラックス
- 宇宙戦争2008 ALIEN SIEGE（コア）
- ウルトラ I LOVE YOU!
- エクソダス:神と王（ヨシュア〈アーロン・ポール〉）
- オリエント急行殺人事件（ヘクター・マックィーン〈ジョシュ・ギャッド〉[12]）
- きっと、星のせいじゃない。（アイザック〈ナット・ウルフ〉）
- 強敵（パク班長）
- サイコハウス（英語版）（コンラッドの父）
- THE GREY 凍える太陽（ヘンリック〈ダラス・ロバーツ〉）
- サルバドールの朝（ペティット）
- 幸せへのキセキ（ネイサン）
- ジョニー・イングリッシュ 気休めの報酬（タッカー〈ダニエル・カルーヤ〉）
- スティーブ・ジョブズ（アンディ・ハーツフェルド〈マイケル・スタールバーグ〉）
- ダークナイト ※ソフト版
- ダイアリー・オブ・ザ・デッド（エリオット〈ジョー・ディニコル〉）
- ダイ・ハード/ラスト・デイ
- TIME/タイム（コルバー）
- タイムマシン大作戦（デレク）
- ダ・ヴィンチ・コード（ルドゥー巡査）※劇場公開版（ソフト収録）
- チング 〜愛と友情の絆〜（キム・ジュンホ〈イ・シウォン〉）
- DOA/デッド・オア・アライブ
- デビル（ラミレス〈ジェイコブ・バルガス〉）
- バイオハザード デス・プラント（ウェン）
- 100年後…（ショーン）
- Black & White/ブラック & ホワイト（ボズウィック）
- Love, サイモン 17歳の告白（マーティン・アディソン〈ローガン・ミラー〉）
- ランペイジ 巨獣大乱闘（ネルソン〈P・J・バーン〉[13]）
- REC/レック（アレックス）
- レッドライン（マイクZ）

#### ドラマ
- iCarly（カイル）
- ER緊急救命室シリーズ
  - シーズン11 #8（ドワイト・ネルソン〈エリック・フォート〉）
  - シーズン12 #19（ハルン〈ワンダイル・モレバチ〉）
  - シーズン13（ジャレッド〈ドリュー・フォンテイロ〉）
- 11/22/63（リー・ハーヴェイ・オズワルド〈ダニエル・ウェバー〉）
- WITHOUT A TRACE/FBI 失踪者を追え!3（捜査官）
- NCIS 〜ネイビー犯罪捜査班S5#10
- コールドケース6（エド・ダビンスキー〈ザック・ウォード〉）
- 笑傲江湖

#### アニメ
- X-MEN（モーフ） ※トゥーン・ディズニー版
- クリーピー（ナット）
- ザ・シンプソンズ MOVIE（フランク・エドウィン・ライトIII、イッチー） ※劇場公開版
- ザ・ペンギンズ from マダガスカル（スズメバチ、バリー、デール）
- スパイ in デンジャー（キムラ[14]）
- 超ロボット生命体 トランスフォーマー プライム（ラジオの声、テイルゲート）

### 特撮
- 仮面ライダーキバ（シームーンファンガイアの声）

### ドラマCD
- 俺様ティーチャー（ネコマタ）
- 幸福喫茶3丁目（少女の父親）
- 花嫁衣装は誰が着る!?
- B.A.D. 嗤う髑髏（杉田智之）
- MAUSU THEATER

### ラジオドラマ
- VOMIC コイバナ!〜恋せよ花火〜（久保惣太郎）

### パチンコ・パチスロ
- CR忍魂（Dr.マッド）
- 忍魂弐 〜烈火ノ章〜（マッド改）